# 徐安廬
徐安廬（英語：Andrew David Hsu，1991年4月19日—），美國創業家。華盛頓大學畢業，曾是史丹佛大學博士生，離學後創立了Airy Labs與Speak兩家矽谷創投公司。徐安廬曾為美國CBS、美國ABC、《時代雜誌》、《國家地理雜誌》兒童版、韓國MBC報導、訪問。

## 成长与教育
爸爸為徐宏義、媽媽徐羅曼如，都是台灣大學生，留學加拿大、美國，曾經返台創業，徐安祺（Patrick Hsu），徐安心（Benjamin Hsu）為其兄弟。因此徐安廬1歲到4歲在台灣生活，五歲移居美國西雅圖。十一歲贏得華盛頓州高中組科展大獎成為美國高中科展最年輕冠軍得主，成為歷屆年紀最小的大獎得主，並代表華州參加五月十一日至十七日在俄亥俄州克里夫蘭舉行之英特爾國際科技展覽會（Intel ISEF）。
十二歲進入華盛頓大學就讀，2007年6月畢業後共獲得華盛頓大學神經生物學、生物化學、化學等3個學士學位，創下該校同時以3個學位畢業的最年輕畢業生紀錄。16歲進入史丹佛大學攻讀博士，主攻大腦和幹細胞研究。目標是研究出治療阿茲海默症、帕金森氏症、孤獨症等神經系統疾病的良方。由於爺爺罹患老人癡呆症，徐安廬希望日後能專注腦功能研究，希望投入基因科學，特別是幹細胞的醫學研究領域。徐安廬在2005年九月份出版「不只是天才──我的學習經驗與成長故事」，於2014年出版新增版，講述其創業歷程。

## 創業
在2011年徐安廬接受泰爾獎學金資助，離開史丹佛大學創業成立Airy Labs，其目標是要改變教育體制中孩子不喜愛學習的心態。該公司首先獲得包含Google Ventures在內總額高達1500萬美金的投資，並且陸續推出免費的iOS app產品。不過由於管理失當，員工陸續離開公司，Airy Labs沒有利潤無法取得新的投資資助，營運也停滯不前。離職員工對Airy Labs的評價，認為該公司宛如家族企業，由徐安廬及其父專斷管理，要求一週七天、每日10小時以上不合理的工作時數，過度微管理不信任員工。
徐安廬在2016年創立Speak，目標是打造一個幫助以英語為第二語言或外語學習者使用英文溝通的手機應用程式。Speak為Y Combinator投資的公司。

## 外部連結
- 徐家三兄弟臉書網站 (來源請求)